# Toxoplasma gondii
Il Toxoplasma gondii è una specie di protista parassitario che vive nei gatti e in altri animali a sangue caldo e può causare la toxoplasmosi nell'uomo. Appartiene agli Apicomplexa ed è l'unico membro noto dei Toxoplasma. È ubiquitario.

## Ciclo vitale

Il ciclo vitale del Toxoplasma.

Il ciclo vitale del Toxoplasma gondii ha due fasi. La prima avviene nell'ospite definitivo, un felino e comprende la riproduzione sessuata: il felide, ad esempio un gatto, si infetta ingerendo carne contenente cisti del parassita oppure oocisti sporulate. Gli sporozoiti, grazie all'azione dei succhi digestivi, fuoriescono dall'oociste e possono infettare le cellule epiteliali dell'intestino tenue dove si riproducono e formano oocisti. Le oocisti misurano 10x12 micron, vengono espulse con le feci e in condizioni ottimali (al riparo dalla luce solare diretta) impiegano 2 giorni a maturare, formando 2 sporocisti contenenti ognuna 4 sporozoiti, gli elementi infettanti.
La seconda fase, nella quale il parassita si riproduce solo in maniera asessuata può aver luogo in ogni animale a sangue caldo, mammiferi (incluso lo stesso gatto) o uccelli. Anche questi ospiti intermedi si possono infettare o da oocisti sporulate presenti nelle feci o dal consumo di carne cruda o poco cotta di animali parassitati: il parassita passa la barriera intestinale grazie a delle cisterne dette micronemie che riescono a bucare le gap junctions e, presumibilmente veicolato da macrofagi, invade per via ematogena cellule di svariati tessuti, le quali formano una serie cosiddetta di vacuoli parassitofori. All'interno di questo vacuolo Toxoplasma gondii si propaga in una serie di divisioni binarie (circa 3 o 4) finché la cellula infetta non scoppia. Questa forma di replicazione veloce e asessuata di Toxoplasma gondii è chiamata tachizoite. Solitamente dopo questa prima fase l'ospite acquisisce una certa immunità e questo determina la comparsa di una forma riproduttiva lenta, detta bradizoite perché gli anticorpi prodotti limitano l'invasività. I vacuoli del bradizoite possono formare cisti nel tessuto degli ospiti infetti (soprattutto nei muscoli e nel cervello) e possono impiegare anni a svilupparsi definitivamente. La resistenza agli antibiotici varia, ma le cisti sono molto difficili da rimuovere interamente. Il sistema immunitario dell'ospite non scopre queste cisti, mentre le tachizoiti libere vengono efficientemente debellate dalla risposta immunitaria.

## Patogenicità
Gli effetti patologici del toxoplasma riguardano esclusivamente lo stadio di sviluppo extraintestinale.
L'infezione è latente e normalmente non presenta sintomi, ma spesso dà sintomi simili a quelli dell'influenza o della mononucleosi nelle sue prime fasi acute. Comunque, nel caso di pazienti immunocompromessi (come quelli infetti da HIV o ricettori di trapianti in terapia immunosoppressiva) si può sviluppare la toxoplasmosi. La manifestazione più evidente della toxoplasmosi in pazienti immunocompromessi è l'encefalite toxoplasmica, che può essere mortale. Se l'infezione da T. gondii accade per la prima volta durante la gravidanza, il parassita può attraversare la placenta portando possibilmente all'idrocefalo, un accumulo di liquido cefalo rachidiano intercranico, dovuto a flogosi acuta, e alla corioretinite, con la possibilità di aborto spontaneo o di morte intrauterina o ritardo mentale.
Raramente l'ingestione di parassiti è così massiva da determinare aree di necrosi nei tessuti interessati dalla replicazione dei tachizoiti.
Negli ovini e più raramente nei bovini può essere causa di aborto e natimortalità.

## Alterazioni di comportamento dell'ospite
È stato dimostrato che il parassita ha la capacità di modificare il comportamento dell'ospite: i ratti infetti e i topi hanno meno paura dei gatti e sono attratti dall'odore di urina dei gatti anziché esserne spaventati, portandoli ad una propagazione del ciclo di infezione.
Date le strette somiglianze biologiche tra topi e umani, è stato suggerito che il comportamento umano potrebbe esserne colpito in alcuni casi e alcuni collegamenti epidemiologici potrebbero essere stati trovati tra infezioni da toxoplasmosi latenti e incidenti stradali, reazioni più lente, aumento di comportamenti a rischio e schizofrenia.

## Diffusione negli umani
Il campione di probabilità nazionale americano, lo U.S. NHANES (1999-2000) ha scoperto che il 15.8% degli americani dai 12 anni in poi ha sviluppato anticorpi specifici alla toxoplasmosi IgG, indicando così che sono stati infettati. Questa larga diffusione non era cambiata significativamente dai dati del 1988-1994.
Si stima che fino al 50% delle persone in tutto il mondo siano entrate in contatto con il Toxoplasma gondii, con incidenza molto elevata in macellatori, medici veterinari e proprietari di gatti.
La diagnosi di infezione da Toxoplasma gondii si avvale dell'uso di tecniche di laboratorio indirette (sierologiche), che rilevano specifici anticorpi IgM, IgG e IgA anti-T. gondii in campioni di siero e, in particolari casi, di tecniche di laboratorio dirette (ricerca del parassita o di parti di esso) come quelle di biologia molecolare (ricerca del DNA del patogeno) in varie tipologie di campioni biologici (sangue, liquido amniotico, ecc.).